# Михайловка (Єльниківський район)
Миха́йловка (рос. Михайловка, ерз. Михайловка) — селище у складі Єльниківського району Мордовії, Росія. Входить до складу Новодівиченського сільського поселення.
Населення — 1 особа (2010; 2 у 2002).
Національний склад (станом на 2002 рік):
- росіяни — 100 %